# Leichtathletik-Südamerikameisterschaften 1943
Die XIII. Leichtathletik-Südamerikameisterschaften fanden vom 23. April bis zum 2. Mai 1943 in Santiago de Chile statt. Erstmals waren Sportler aus Kolumbien am Start, hingegen fehlte die brasilianische Mannschaft. Erfolgreichste Athleten waren der argentinische Sprinter Adelio Márquez und der chilenische Langstreckenläufer Raúl Inostroza mit je drei Siegen. Erfolgreichste Teilnehmerin war die Chilenin Edith Klempau mit drei Siegen und zwei zweiten Plätzen.

## Männerwettbewerbe
Die Mannschaftswertung gewann bei den Männern die Mannschaft Chiles mit 146 Punkten vor den Argentiniern mit 96 Punkten und dem peruanischen Team mit 25 Punkten. Uruguay erreichte 16 Punkte, Bolivien erhielt 6 Punkte und Kolumbien keinen Punkt.

### 100-Meter-Lauf Männer
| Platz | Athlet             | Land | Zeit   |
| ----- | ------------------ | ---- | ------ |
| 1     | Adelio Márquez     | ARG  | 10,8 s |
| 2     | Walter Pérez       | URU  | 10,9 s |
| 3     | Roberto Valenzuela | CHI  | 11,0 s |

Finale: 24. April

### 200-Meter-Lauf Männer
| Platz | Athlet             | Land | Zeit   |
| ----- | ------------------ | ---- | ------ |
| 1     | Roberto Valenzuela | CHI  | 22,2 s |
| 2     | Adelio Márquez     | ARG  | 22,2 s |
| 3     | Victorino Triulzi  | ARG  | 22,3 s |

Finale: 28. April

### 400-Meter-Lauf Männer
| Platz | Athlet            | Land | Zeit   |
| ----- | ----------------- | ---- | ------ |
| 1     | Jorge Ehlers      | CHI  | 48,6 s |
| 2     | Victorino Triulzi | ARG  | 49,2 s |
| 3     | Enrique Hurtado   | CHI  | 49,8 s |

Finale: 24. April

### 800-Meter-Lauf Männer
| Platz | Athlet           | Land | Zeit       |
| ----- | ---------------- | ---- | ---------- |
| 1     | Alfonso Rozas    | CHI  | 1:54,6 min |
| 2     | Guillermo García | CHI  | 1:55,4 min |
| 3     | Marino Cid       | ARG  | 1:55,5 min |

Finale: 2. Mai

### 1500-Meter-Lauf Männer
| Platz | Athlet           | Land | Zeit       |
| ----- | ---------------- | ---- | ---------- |
| 1     | Guillermo García | CHI  | 4:03,2 min |
| 2     | Melchor Palmeiro | ARG  | 4:03,5 min |
| 3     | Marino Cid       | ARG  | 4:05,4 min |

Finale: 28. April

### 5000-Meter-Lauf Männer
| Platz | Athlet         | Land | Zeit        |
| ----- | -------------- | ---- | ----------- |
| 1     | Raúl Inostroza | CHI  | 15:00,0 min |
| 2     | Miguel Castro  | CHI  | 15:09,9 min |
| 3     | Delfo Cabrera  | ARG  | 15:11,0 min |

Finale: 25. April

### 10.000-Meter-Lauf Männer
| Platz | Athlet        | Land | Zeit        |
| ----- | ------------- | ---- | ----------- |
| 1     | René Millas   | CHI  | 31:27,4 min |
| 2     | Manuel Díaz   | CHI  | 31:34,0 min |
| 3     | Delfo Cabrera | ARG  | 31:36,8 min |

Finale: 1. Mai

### Straßenlauf Männer
| Platz | Athlet            | Land | Zeit |
| ----- | ----------------- | ---- | ---- |
| 1     | Corsino Fernández | ARG  |      |
| 2     | Eusebio Guiñez    | ARG  |      |
| 3     | Julio Montecinos  | CHI  |      |

Finale: 1. Mai, Streckenlänge 32 km

### Crosslauf Männer
| Platz | Athlet         | Land | Zeit |
| ----- | -------------- | ---- | ---- |
| 1     | Raúl Inostroza | CHI  |      |
| 2     | Eusebio Guiñez | ARG  |      |
| 3     | René Millas    | CHI  |      |

Finale: 28. April

### 110-Meter-Hürdenlauf Männer
| Platz | Athlet          | Land | Zeit   |
| ----- | --------------- | ---- | ------ |
| 1     | Julio Jaime     | URU  | 15,7 s |
| 2     | Jorge Undurraga | CHI  | 15,8 s |
| 3     | Juan Colín      | CHI  | 15,8 s |

Finale: 24. April

### 400-Meter-Hürdenlauf Männer
| Platz | Athlet          | Land | Zeit   |
| ----- | --------------- | ---- | ------ |
| 1     | Alfonso Rozas   | CHI  | 55,1 s |
| 2     | Juan Hoelzel    | CHI  | 55,6 s |
| 3     | Octavio Montero | CHI  | 57,1 s |

Finale: 2. Mai

### 4-mal-100-Meter-Staffel Männer
| Platz | Athleten                                                          | Land | Zeit   |
| ----- | ----------------------------------------------------------------- | ---- | ------ |
| 1     | Oscar Rebecchi Fernandez Adelio Márquez Leopoldo Monastirsky      | ARG  | 42,4 s |
| 2     | Nelson Pereira Juan Hoelzel Alejandro Gonzalez Roberto Valenzuela | CHI  | 42,4 s |
| 3     | Julio Jaime Ruben Gonda Migliarino José Cunéo                     | URU  | 43,2 s |

Finale: 24. April

### 4-mal-400-Meter-Staffel Männer
| Platz | Athleten                                                               | Land | Zeit       |
| ----- | ---------------------------------------------------------------------- | ---- | ---------- |
| 1     | Alberto Propatto Adelio Márquez Leopoldo Monastirsky Victorino Triulzi | ARG  | 3:18,8 min |
| 2     | Enrique Hurtado Roberto Yakota Jorge Ehlers Alfonso Rozas              | CHI  | 3:19,4 min |
| 3     | Heredia Ayabiri Dominguez Colodro                                      | BOL  | 3:41,1 min |

Finale: 1. Mai

### 3000-Meter-Mannschaftslauf Männer
| Platz | Athlet                                   | Land | Zeit |
| ----- | ---------------------------------------- | ---- | ---- |
| 1     | Raúl Inostroza Miguel Castro Manuel Díaz | CHI  |      |
| 2     | Delfo Cabrera Melchor Palmeiro NN        | ARG  |      |
| 3     |                                          | BOL  |      |

Finale: 23. April
Schnellster Läufer war Raúl Inostroza in 8:32,4 Minuten.

### Hochsprung Männer
| Platz | Athlet              | Land | Höhe    |
| ----- | ------------------- | ---- | ------- |
| 1     | Antonio Barrionuevo | ARG  | 1,825 m |
| 2     | Carlos Capella      | CHI  | 1,80 m  |
| 3     | Alfonso Burgos      | CHI  | 1,75 m  |

Finale: 24. April

### Stabhochsprung Männer
| Platz | Athlet         | Land | Höhe   |
| ----- | -------------- | ---- | ------ |
| 1     | Federico Horn  | CHI  | 4,00 m |
| 2     | Erwin Reimer   | CHI  | 3,80 m |
| 3     | Carlos Baumann | ARG  | 3,60 m |

Finale: 28. April

### Weitsprung Männer
| Platz | Athlet           | Land | Weite  |
| ----- | ---------------- | ---- | ------ |
| 1     | Alberto Eggeling | CHI  | 7,02 m |
| 2     | Juan Hoelzel     | CHI  | 6,85 m |
| 3     | Guillermo Dyer   | PER  | 6,80 m |

Finale: 24. April

### Dreisprung Männer
| Platz | Athlet            | Land | Weite   |
| ----- | ----------------- | ---- | ------- |
| 1     | Guillermo Dyer    | PER  | 14,43 m |
| 2     | Oscar Bringas     | PER  | 14,41 m |
| 3     | Celestino Sarraua | ARG  | 14,15 m |

Finale: 25. April

### Kugelstoßen Männer
| Platz | Athlet           | Land | Weite   |
| ----- | ---------------- | ---- | ------- |
| 1     | Julián Llorente  | ARG  | 14,33 m |
| 2     | Raúl Rebagliatti | URU  | 13,50 m |
| 3     | Guillermo Otto   | CHI  | 12,75 m |

Finale: 24. April

### Diskuswurf Männer
| Platz | Athlet             | Land | Weite   |
| ----- | ------------------ | ---- | ------- |
| 1     | Manuel Consiglieri | PER  | 44,43 m |
| 2     | Eduardo Julve      | PER  | 41,64 m |
| 3     | Alfredo Meynet     | CHI  | 39,53 m |

Finale: 28. April

### Hammerwurf Männer
| Platz | Athlet             | Land | Weite   |
| ----- | ------------------ | ---- | ------- |
| 1     | Manuel Etchepare   | ARG  | 46,81 m |
| 2     | Juan Fusé          | ARG  | 46,06 m |
| 3     | Antonio Barticevic | CHI  | 44,82 m |

Finale: 25. April

### Speerwurf Männer
| Platz | Athlet         | Land | Weite   |
| ----- | -------------- | ---- | ------- |
| 1     | Oswaldo Wenzel | CHI  | 57,08 m |
| 2     | Raúl Coccaro   | URU  | 55,52 m |
| 3     | Rodolfo Correa | CHI  | 53,99 m |

Finale: 27. April

### Zehnkampf Männer
| Platz | Athlet             | Land | Punkte |
| ----- | ------------------ | ---- | ------ |
| 1     | Juan Colín         | CHI  | 6069   |
| 2     | Juan Fulve         | PER  | 6046   |
| 3     | Roberto Stahringer | ARG  | 5912   |

1. und 2. Mai

## Frauenwettbewerbe
Die Mannschaftswertung gewann die chilenische Mannschaft mit 56 Punkten vor den Argentinierinnen mit 46 Punkten und Bolivien mit sechs Punkten.

### 100-Meter-Lauf Frauen
| Platz | Athletin           | Land | Zeit   |
| ----- | ------------------ | ---- | ------ |
| 1     | Noëmi Simonetto    | ARG  | 12,4 s |
| 2     | Beatriz Kretschmer | CHI  | 12,6 s |
| 3     | Ilse Hammerl       | ARG  | 12,8 s |

Finale: 24. April

### 200-Meter-Lauf Frauen
| Platz | Athletin           | Land | Zeit   |
| ----- | ------------------ | ---- | ------ |
| 1     | Ilse Hammerl       | ARG  | 26,5 s |
| 2     | Beatriz Kretschmer | CHI  | 26,7 s |
| 3     | Maria Malvicini    | ARG  | 27,0 s |

Finale: 28. April

### 80-Meter-Hürdenlauf Frauen
| Platz | Athletin          | Land | Zeit   |
| ----- | ----------------- | ---- | ------ |
| 1     | Edith Klempau     | CHI  | 12,0 s |
| 2     | Susana Krumenaker | ARG  | 12,1 s |
| 3     | Ilse Barends      | CHI  | 12,2 s |

Finale: 29. April

### 4-mal-100-Meter-Staffel Frauen
| Platz | Athletinnen                                                 | Land | Zeit   |
| ----- | ----------------------------------------------------------- | ---- | ------ |
| 1     | Noëmi Simonetto Elsa Irigoyen Maria Malvicini Ilse Hammerl  | ARG  | 49,5 s |
| 2     | Betty Morales Beatriz Kretschmer Edith Klempau Ilse Barends | CHI  | 50,8 s |
| 3     | Julia Iriarte Luz Azcarraga Carmela Soto Brumm              | BOL  | 53,3 s |

Finale: 2. Mai

### Hochsprung Frauen
| Platz | Athletin        | Land | Höhe   |
| ----- | --------------- | ---- | ------ |
| 1     | Ilse Barends    | CHI  | 1,50 m |
| 2     | Edith Klempau   | CHI  | 1,50 m |
| 3     | Noëmi Simonetto | ARG  | 1,50 m |

Finale: 1. Mai

### Weitsprung Frauen
| Platz | Athletin        | Land | Weite  |
| ----- | --------------- | ---- | ------ |
| 1     | Noëmi Simonetto | ARG  | 5,27 m |
| 2     | Ilse Barends    | CHI  | 5,25 m |
| 3     | Lily Warch      | CHI  | 4,93 m |

Finale: 2. Mai

### Kugelstoßen Frauen
| Platz | Athletin       | Land | Weite   |
| ----- | -------------- | ---- | ------- |
| 1     | Edith Klempau  | CHI  | 11,70 m |
| 2     | Ingeborg Mello | ARG  | 10,98 m |
| 3     | Lore Zippelius | CHI  | 10,79 m |

Finale: 23. April
Edith Klempau stieß in einem Zusatzversuch 11,97 Meter.

### Diskuswurf Frauen
| Platz | Athletin       | Land | Weite   |
| ----- | -------------- | ---- | ------- |
| 1     | Lore Zippelius | CHI  | 37,16 m |
| 2     | Ingeborg Mello | ARG  | 34,60 m |
| 3     | Christel Balde | CHI  | 34,53 m |

Finale: 25. April

### Speerwurf Frauen
| Platz | Athletin        | Land | Weite   |
| ----- | --------------- | ---- | ------- |
| 1     | Edith Klempau   | CHI  | 34,19 m |
| 2     | Ilse Caro       | ARG  | 34,17 m |
| 3     | Mercedes Martín | CHI  | 33,02 m |

Finale: 24. April

## Medaillenspiegel
| Medaillenspiegel Endstand nach 32 Entscheidungen | Medaillenspiegel Endstand nach 32 Entscheidungen | Medaillenspiegel Endstand nach 32 Entscheidungen | Medaillenspiegel Endstand nach 32 Entscheidungen | Medaillenspiegel Endstand nach 32 Entscheidungen | Medaillenspiegel Endstand nach 32 Entscheidungen |
| Platz                                            | Land                                             | Gold                                             | Silber                                           | Bronze                                           | Gesamt                                           |
| ------------------------------------------------ | ------------------------------------------------ | ------------------------------------------------ | ------------------------------------------------ | ------------------------------------------------ | ------------------------------------------------ |
| 1                                                | Chile                                            | 18                                               | 15                                               | 16                                               | 49                                               |
| 2                                                | Argentinien                                      | 11                                               | 12                                               | 11                                               | 34                                               |
| 3                                                | Peru                                             | 2                                                | 3                                                | 1                                                | 6                                                |
| 4                                                | Uruguay                                          | 1                                                | 2                                                | 1                                                | 4                                                |
| 5                                                | Bolivien                                         | –                                                | –                                                | 3                                                | 1                                                |